# آرام قوکاسیان
آرام قوکاسیان (ارمنی: Արամ Ղուկասյան؛  ۱۴ اوت ۱۹۰۱ – ۲۷ سپتامبر ۱۹۷۲) پزشک و  استاداهل ارمنستان بود.

## زندگی‌نامه
وی در ۲۷ اوت [سبک قدیمی: ۱۴ اوت] ۱۹۰۱ در تفلیس به دنیا آمد و از دانشگاه دولتی مسکو فارغ‌التحصیل گشت. همچنین برندهٔ جوایزی همچون نشان پرچم سرخ کار، نشان جنگ میهنی درجه یک و دو (۱۹۴۴)، نشان انقلاب اکتبر و نشان پرچم سرخ شده‌است. وی در ۲۷ سپتامبر ۱۹۷۲ در سن ۷۱ سالگی در مسکو درگذشت.